# العلاقات البوتانية اللوكسمبورغية
العلاقات البوتانية اللوكسمبورغية هي العلاقات الثنائية التي تجمع بين بوتان ولوكسمبورغ.

## مقارنة بين البلدين
هذه مقارنة عامة ومرجعية للدولتين:
| وجه المقارنة                                              | بوتان          | لوكسمبورغ                                                     |
| --------------------------------------------------------- | -------------- | ------------------------------------------------------------- |
| المساحة (كم2)                                             | 38.39 ألف      | 2.59 ألف                                                      |
| عدد السكان (نسمة)                                         | 807.61 ألف     | 599.45 ألف                                                    |
| الكثافة السكانية (ن./كم²)                                 | 21.04          | 231.45                                                        |
| العاصمة                                                   | تيمفو          | لوكسمبورغ                                                     |
| اللغة الرسمية                                             | لغة دزونكا     | اللغة اللوكسمبورغية، لغة فرنسية، اللغة الألمانية              |
| العملة                                                    | نغولترم بوتاني | يورو، فرنك لوكسمبورغ                                          |
| الناتج المحلي الإجمالي (بليون دولار)                      | 2.51 مليار     | 62.40 مليار                                                   |
| الناتج المحلي الإجمالي (تعادل القوة الشرائية) بليون دولار | 6.49 مليار     | 58.13 مليار                                                   |
| الناتج المحلي الإجمالي الاسمي للفرد دولار أمريكي          | 2.66 ألف       | 101.45 ألف                                                    |
| الناتج المحلي الإجمالي للفرد دولار أمريكي                 | 7.82 ألف       | 101.93 ألف                                                    |
| مؤشر التنمية البشرية                                      | 0.605          | 0.892                                                         |
| رمز المكالمات الدولي                                      | +975           | +352                                                          |
| رمز الإنترنت                                              | .bt            | .lu                                                           |
| المنطقة الزمنية                                           | ت ع م+06:00    | توقيت وسط أوروبا، ت ع م+01:00، ت ع م+02:00، أوروبا/لوكسمبورج ‏ |

## منظمات دولية مشتركة
يشترك البلدان في عضوية مجموعة من المنظمات الدولية، منها:
| علم المنظمة | اسم المنظمة                        | تاريخ انضمام بوتان | تاريخ انضمام لوكسمبورغ |
| ----------- | ---------------------------------- | ------------------ | ---------------------- |
|             | بنك التنمية الآسيوي                | 1982               | 2003                   |
|             | مؤسسة التنمية الدولية              | 28 سبتمبر 1981     | 4 يونيو 1964           |
|             | يونسكو                             | 13 أبريل 1982      | 27 أكتوبر 1947         |
|             | وكالة ضمان الاستثمار متعدد الأطراف | 21 أكتوبر 2014     | 29 أغسطس 1991          |
|             | الأمم المتحدة                      | 21 سبتمبر 1971     | 24 أكتوبر 1945         |
|             | الاتحاد البريدي العالمي            | ?                  | ?                      |
|             | البنك الدولي للإنشاء والتعمير      | 28 سبتمبر 1981     | 27 ديسمبر 1945         |
|             | الاتحاد الدولي للاتصالات           | 15 سبتمبر 1988     | 2 مارس 1866            |
|             | منظمة حظر الأسلحة الكيميائية       | ?                  | ?                      |
|             | مؤسسة التمويل الدولية              | 1 ديسمبر 2003      | 4 أكتوبر 1956          |
|             | منظمة الشرطة الجنائية الدولية      | ?                  | ?                      |

## وصلات خارجية
- موقع وزارة الخارجية البوتانية
- موقع وزارة الخارجية اللوكسمبورغية